# La Juive
La Juive (deutscher Titel: Die Jüdin) ist eine Grand opéra in fünf Akten von Fromental Halévy mit einem Libretto von Eugène Scribe. Die Uraufführung war am 23. Februar 1835 an der Pariser Oper. La Juive gilt als das bedeutendste Werk Halévys.

## Handlung

### Vorgeschichte
Die Handlung der Oper spielt in Konstanz zur Zeit des Konzils von 1414. Die politischen Ereignisse dieser bewegten Zeit bestimmen die Geschicke der handelnden Personen. Im Mittelpunkt stehen der jüdische Goldschmied Éléazar und seine Tochter Rachel.
Vorausgegangen ist folgende Geschichte: Der in Rom lebende Éléazar hat bei einem Überfall neapolitanischer Truppen die Tochter des Magistrats Brogni aus den Flammen gerettet, obwohl der seine beiden Söhne hatte hinrichten lassen. Éléazar zieht das Mädchen ohne dessen Wissen als seine eigene Tochter Rachel im jüdischen Glauben auf und nimmt es als Verbannter mit nach Konstanz. Der Goldschmied ist wegen dieser Vorgeschichte hart, dogmatisch und unbeugsam geworden und sinnt auf Rache. Inzwischen ist Brogni, nach dem vermeintlichen Verlust seiner Familie durch die Feuersbrunst in den geistlichen Stand getreten und zum Kardinal aufgestiegen, nach Konstanz gekommen, wo er das bevorstehende Konzil eröffnen soll.

### Kurzfassung
Weil er durch seine hörbare Hämmerarbeit die Ruhe des wegen der Konzilseröffnung verordneten christlichen Feiertages stört, soll Éléazar als Ketzer bestraft werden. Der Großvogt fordert in einem Schnellurteil den Tod für ihn und seine Tochter.
Rachel hat sich in einen Mann verliebt, der nur vorgibt, Jude zu sein, in Wirklichkeit aber der christliche Reichsfürst Léopold ist. Hinzu kommt, dass Léopold mit Eudoxie, der Nichte des Kaisers, verheiratet ist. Aus Eifersucht denunziert Rachel ihren Geliebten als Verführer, und ein von Kardinal Brogni angeführtes Tribunal verurteilt das Liebespaar und Éléazar zum Tode.
Rachel lässt sich durch die flehentliche Bitte der Prinzessin Eudoxie zur Zurücknahme ihrer Anschuldigung gegen Léopold überreden und erwirkt damit seine Begnadigung. Sie selbst könnte durch Konversion zum christlichen Glauben am Leben bleiben, entscheidet sich aber für den gemeinsamen Tod mit ihrem vermeintlichen Vater. Im Augenblick ihres grausamen Todes im siedenden Wasserkessel enthüllt Éléazar dem früheren Magistrat und jetzigen Kardinal Brogni Rachels wahre Identität: Sie ist dessen verlorengeglaubte Tochter, die Éléazar seinerzeit unbemerkt aus einer Feuersbrunst gerettet hatte. Während Éléazar triumphierend in den Tod geht, bricht Brogni zusammen.
Die folgende Inhaltsangabe und deren Szenenaufteilung basiert auf dem 1841 in der Gesamtausgabe der Werke Scribes veröffentlichten Libretto. Die Namen der Musiknummern sind dem bei Maurice Schlesinger veröffentlichten Klavierauszug (ohne Jahresangabe [1835], Nachdruck von Henry Lemoine) entnommen. Die Texte beider Ausgaben unterscheiden sich an einigen Stellen.

### Erster Akt
Platz vor dem Dom in Konstanz

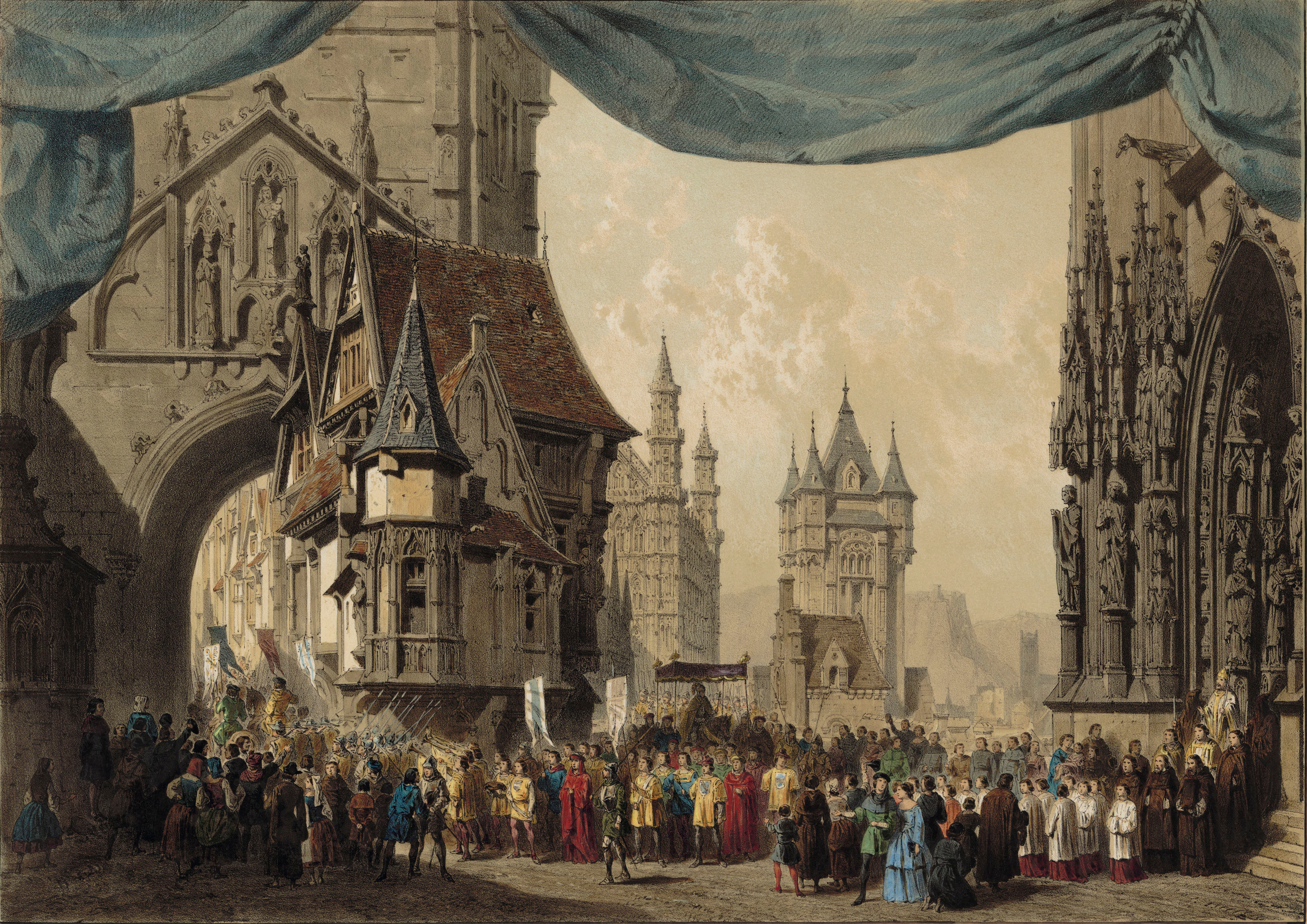
Bühnenbild des ersten Akts, Paris 1835

Szene 1. Nachdem Reichsfürst Léopold einen großen Sieg im Kampf gegen die Hussiten errungen hat, versammelt sich jubelndes Volk im Dom („Te Deum laudamus“). Nur der jüdische Juwelier Éléazar lässt sich nicht von seiner Arbeit abbringen und erregt dadurch das Missfallen des Volks. Seine Tochter Rachel drängt ihn sicherheitshalber in den Laden zurück. Albert, ein Unteroffizier der kaiserlichen Garde, erkennt in der Menge den verkleideten Reichsfürsten selbst und informiert ihn darüber, dass Kaiser Sigismond noch heute nach Konstanz kommen wolle, um das Konzil zu eröffnen. Léopold wirft einen Blick auf das Haus Rachels, mit der er ein heimliches Verhältnis hat.
Szene 2. Großfürst Ruggiero verliest eine Proklamation des Kaisers, in der dieser ein großes Fest ankündigt. Die Jubelrufe des Volkes werden vom lauten Hämmern Éléazars gestört. Ruggiero befiehlt den Wachen, ihn zur Bestrafung aus seinem Haus zu holen.
Szene 3. Die Soldaten schleppen Éléazar und Rachel herbei, und Ruggiero verurteilt beide zum Tod auf dem Scheiterhaufen.
Szene 4. Bevor die beiden abgeführt werden, erscheint Kardinal Brogni auf den Kirchenstufen und verlangt Aufklärung über das Geschehen. Brogni und Éléazar erkennen sich wieder, da sie beide früher in Rom gelebt hatten. Brogni gehörte damals noch nicht dem geistlichen Stand an und hatte eine Familie, die jetzt tot ist. Éléazar hasst Brogni, der ihn damals aus Rom verbannt und seine Söhne auf den Scheiterhaufen gebracht hatte. Jetzt ist Brogni milde gestimmt. Er lässt die Juden frei und bittet Éléazar um Vergebung (Cavatine: „Si la rigueur et la vengeance“). Éléazar kann seinen Hass auf die Christen jedoch nicht aufgeben. Er wird mit Rachel zurück in sein Haus gebracht, und die Versammlung löst sich auf.
Szene 5. Nachdem der Platz leer ist, nähert sich Léopold vorsichtig dem Haus seiner Geliebten und bringt ihr ein Ständchen, bis sie auf den Balkon tritt und seinen Gesang erwidert (Serenade: „Loin de son amie“). Im Unklaren über seine wahre Identität glaubt Rachel, er sei ein Glaubensgenosse mit Namen Samuel. Da ihr die Situation auf dem Platz zu unsicher erscheint, lädt sie ihn für den Abend in das Haus ihres Vaters ein.
Glocken verkünden den Beginn der Feierlichkeiten. Volk strömt herbei. Es kommt zu Streitigkeiten zwischen einigen Betrunkenen (Chor: „Ah! quel heureux destin“). Einige Leute beginnen zu tanzen. Als Rachel und ihr Vater versuchen, den Platz zu überqueren, werden sie von der Menge gegen die Kirchenwände gedrängt.
Szene 6. Ruggiero ist empört darüber, die beiden Juden so nahe am Kirchentor zu sehen. Er hetzt das Volk gegen sie auf, und die Menge beschließt, sie im See zu ertränken. Die beiden werden in unterschiedliche Richtungen verschleppt.
Szene 7. Da erblickt Rachel ihren Geliebten Samuel in der Menge und warnt ihn vor dem ausgebrochenen Judenhass. Léopold zieht furchtlos sein Schwert und vertreibt den Mob. Die Leute rufen Soldaten zu ihrer Unterstützung herbei. Léopold gebietet deren Anführer Albert mit einer machtvollen Geste Einhalt, und zu Rachels Erstaunen gehorchen ihm die Soldaten („Ah surprise nouvelle!“).
Szene 8. Éléazar, der sich aus der Hand seiner Feinde befreien konnte, eilt herbei. Sofort wendet sich die Menge gegen ihn, doch auf einen weiteren Wink Léopolds beendet Albert die Hetzjagd mit einem Machtwort. Der Akt schließt mit dem Auftritt des kaiserlichen Festzugs.

### Zweiter Akt
Zimmer in Éléazars Haus

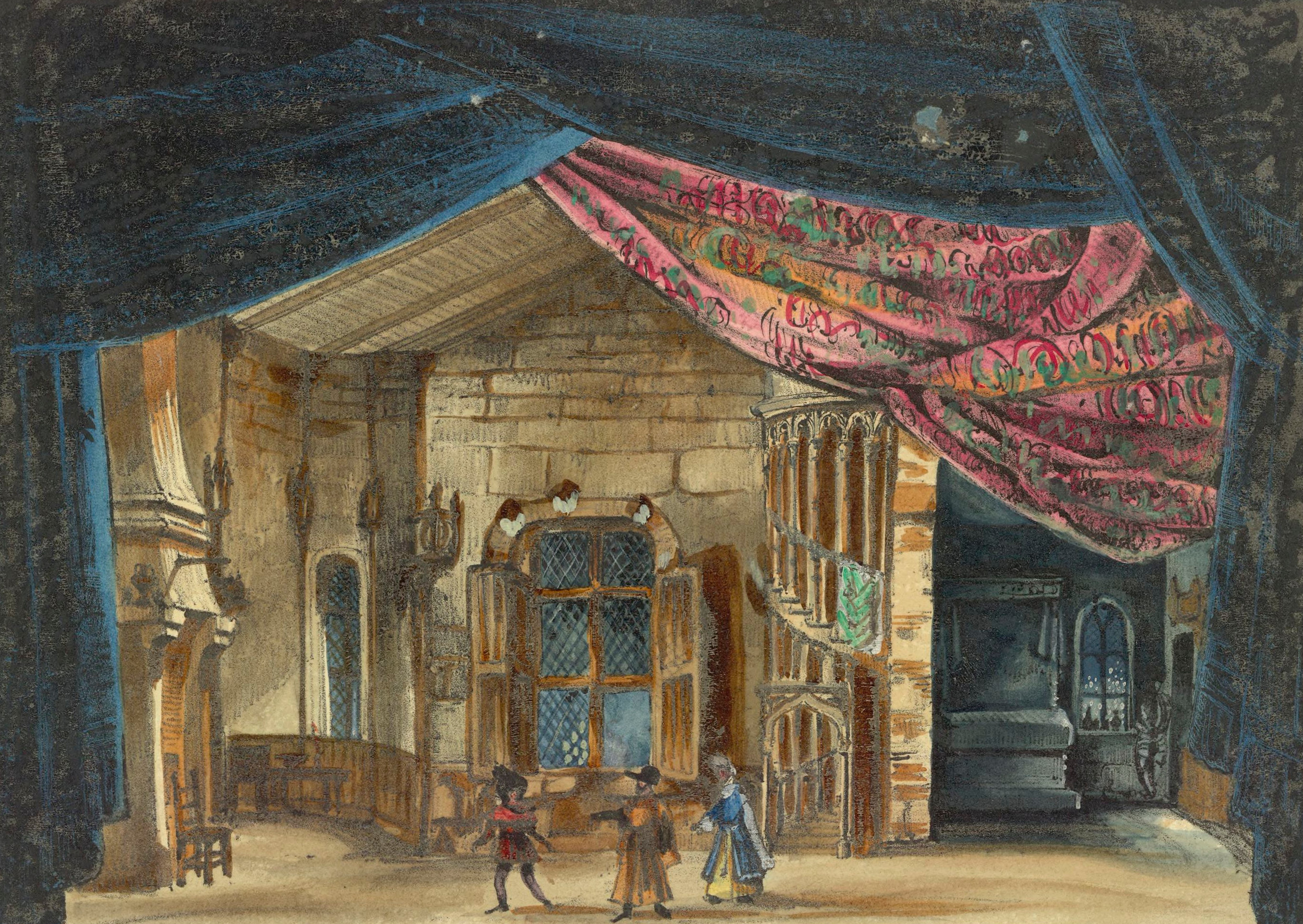
Bühnenbild des zweiten Akts, Paris 1835

Szene 1. Am Abend sitzen Éléazar, Rachel, Samuel/Léopold und die jüdischen Hausbewohner beim Mahl (Gebet: „Ô dieu de nos pères“). Léopold wirft in einem unbeobachteten Moment das rituelle Brot fort. Als es an der Tür klopft, wird vorsichtshalber alles abgeräumt. Während Éléazar zur Tür geht, ziehen sich die anderen zurück.
Szene 2. Gefolgt von zwei kaiserlichen Bediensteten betritt Prinzessin Eudoxie den Raum. Sie ist die offizielle Verlobte Léopolds und will beim Juwelier Schmuck bestellen, um ihn zu ehren (Terzett: „Tu possèdes, dit on“). Léopold hofft, dass sie ihn nicht bemerkt. Man wird sich schnell handelseinig, und Éléazar soll den Schmuck am folgenden Tag in ihren Palast bringen. Éléazar führt Eudoxie hinaus.
Szene 3. Rachel verlangt von Léopold Aufklärung über das Geschehen am Tag. Er verspricht, später am Abend zurückzukommen und ihr alles zu erklären.
Szene 4. Éléazar geleitet Léopold zur Tür und spricht zum Abschied einen Segen.
Szene 5. Rachel hofft, dass ihr Geliebter Wort hält (Romanze: „Il va venir!“).
Szene 6. Nach seiner Rückkehr gesteht Léopold, dass er Christ ist. Rachel fasst sich schnell (Duett: „Lorsqu’à toi je me suis donnée“). Obwohl sie weiß, dass eine Verbindung zwischen Christen und Juden üblicherweise mit dem Tod beider geahndet wird, ist sie bereit, ihren Vater zu verlassen, um mit ihrem Geliebten zu fliehen (Ensemble: „Prés de celle que j’aime“).
Szene 7. Éléazar überrascht die beiden vor ihrem Aufbruch und durchschaut sofort die Lage (Terzett: „Je vois son front coupable“). Als er erfährt, dass Léopold Christ ist, gerät er in Rage und will ihn töten. Rachel gelingt es jedoch, ihn zu besänftigen. Jetzt ist Éléazar sogar bereit, ihnen seinen Segen zur Heirat zu geben. Plötzlich erklärt Léopold, dass er Rachel nicht heiraten könne. Eine solche Hochzeit sei ein Sakrileg. Éléazars verflucht ihn, und Rachel schwört sich, sein Geheimnis aufzudecken. Léopold eilt davon.

### Dritter Akt
Festzelt in den Gärten der kaiserlichen Residenz
Szene 1. Der Kaiser sitzt mit seinen Gästen, darunter auch Léopold und Eudoxie an der Tafel. Im Hintergrund halten Soldaten das Volk auf Abstand. Alle feiern mit Gesang und Tanz (Chor: „Sonnez, clairons“). Der Kaiser dankt mit einer Geste und zieht sich zurück. Eudoxie verkündet nun, dass sie den Helden des Tages (Léopold) ehren wolle.
Szene 2. Éléazar und Rachel treten hervor, um Eudoxie das bestellte Geschmeide zu übergeben, und erkennen Léopold unter den Gästen. Ihr Schrecken bleibt nicht unbemerkt (Ensemble: „O surprise! O terreur nouvelle!“). Nur Eudoxie bewundert ungerührt das Schmuckstück. Sie bittet Léopold, niederzuknien und es als Verlobungsgeschenk anzunehmen. Rachel wirft sich zwischen die beiden und ruft aus, dass Léopold ein Verhältnis mit einer Jüdin habe – ihr selbst. Nachdem sich das erste Entsetzen (Ensemble: „Je frissonne et succombe“) gelegt hat, fordert Éléazar die Edlen auf, Léopold zu bestrafen. Brogni verflucht die Juden und exkommuniziert den Prinzen („Vous qui du Dieu vivant outragez la puissance“ – Chor: „Sur eux anathème!“). Ruggiero und die Wachen nehmen Éléazar, Rachel und Léopold fest.

### Vierter Akt
Saal im Gerichtsgebäude
Szene 1. Mit Verweis auf einen Befehl des Kardinals verlangt Eudoxie, mit Rachel sprechen zu können („Du Cardinal voici j’ordre suprème“).
Szene 2. Rachel wird von den Wachen hergeführt. Sie zeigt Eudoxie offen ihre Verachtung und ist fest entschlossen, gemeinsam mit ihrem Geliebten zu sterben. Eudoxie jedoch fleht sie an, zumindest Léopold zu retten. Dies sei möglich, wenn sie vor Gericht erklärte, dass er unschuldig sei. Rachel erkennt, dass sie Léopold noch immer liebt. Sie beschließt, ein entsprechendes Geständnis abzulegen. Eudoxie entfernt sich.
Szene 3. Brogni kommt, um Rachel zum Gericht zu bringen. Sie versichert ihm, dass sie ein Geständnis ablegen werde. Sie habe keine Hoffnung mehr für sich selbst, wolle aber „ihn“ retten und sterben. Brogni empfindet Mitleid mit ihr. Er will versuchen, sie mit Éléazars Hilfe zu retten.
Szene 4. Brogni rät Éléazar, zum Christentum überzutreten, um seine Tochter vor dem Scheiterhaufen zu bewahren (Duett: „La fille en ce moment est devant le concile“). Éléazar lehnt das entschieden ab. Er will als frommer Jude sterben, droht aber, noch vor seinem Tod Rache zu nehmen. Er erinnert den Kardinal an den Tag in Rom, als dieser seine Familie in den Flammen seines Palastes verloren hatte, und teilt ihm mit, dass seine Tochter von einem der anwesenden Juden gerettet wurde. Nur er selbst kenne ihr Schicksal, werde das Geheimnis aber mit ins Grab nehmen. Brogni betritt erschüttert den Gerichtssaal.
Szene 5. Allein zurückgeblieben, ringt Éléazar mit sich selbst. Obwohl er nicht Rachels echter Vater ist, liebt er sie wie eine Tochter. Es fällt ihm schwer, sie für seine Rache zu opfern. Er fleht Gott um Erleuchtung an (Arie: „Rachel, quand du Seigneur la grâce tutélaire“). Draußen fordert das Volk lautstark den Tod der Juden.

### Fünfter Akt
Großer Platz; an dessen Ende ein großer Kessel, der von einem feurigen Kohlenbecken erhitzt wird
Szene 1. Das Volk freut sich auf das bevorstehende Schauspiel, bei dem die verurteilten Juden in kochendes Wasser geworfen werden sollen (Volk: „Quel plaisir“).
Szene 2. Éléazar und Rachel werden von entgegengesetzten Seiten auf den Platz geführt. Rachel wirft sich furchtsam in die Arme ihres Vaters. Der verabschiedet sich von ihr in der Hoffnung auf eine baldige Wiedervereinigung.
Szene 3. Ruggiero verliest das Todesurteil für Éléazar und Rachel („Le concile prononce un arrêt rigoureux“). Léopold dagegen wurde zur Verbannung begnadigt, weil Rachel seine Unschuld beteuert hat. Zur Bestätigung wiederholt sie ihr Geständnis öffentlich und erklärt, sie habe Léopold nur aus Eifersucht beschuldigt.
Szene 4. Brogni und die Ratsmitglieder erscheinen und verkünden die bevorstehende Vollstreckung des Urteils. Brogni fleht Éléazar an, sein Geheimnis zu lüften, doch der schweigt. Stattdessen fragt er Rachel, ob sie anstelle zu sterben Christin werden und in hohem Rang leben wolle. Rachel lehnt das empört ab. Sie wird zum Kessel geführt. Im Augenblick ihres Todes ruft Éléazar dem Kardinal zu: „Dort ist dein Kind!“ Brogni bricht mit einem Aufschrei zusammen. Éléazar wirft ihm einen triumphierenden Blick zu und folgt Rachel mit festem Schritt in den Tod.

## Gestaltung

### Orchester
Die Orchesterbesetzung der Oper enthält die folgenden Instrumente:
- Holzbläser: zwei Flöten (2. auch Piccolo), zwei Oboen (auch Englischhorn), zwei Klarinetten, zwei Fagotte
- Blechbläser: vier Hörner (2 auch à pistons), vier Trompeten (2 auch à pistons), drei Posaunen, Ophikleide
- Pauken, Schlagzeug: große Trommel, Becken, Triangel, Tambour, Tamtam, Ambosse in g und g’
- Harfe
- Orgel
- zwei Gitarren
- Streicher
- Bühnenmusik: Tambour, Glocken in g und c’’

### Musiknummern
Der bei Maurice Schlesinger veröffentlichte Klavierauszug (ohne Jahresangabe [1835], Nachdruck von Henry Lemoine) enthält die folgenden Musiknummern:
Erster Akt
- Ouvertüre
- Nr. 1. Introduktion: „Te Deum laudamus“ (Szene 1)
- Nr. 2. Cavatine (Brogni): „Si la rigueur et la vengeance“ (Szene 4)
- Nr. 3. Serenade (Léopold): „Loin de son amie vivre sans plaisirs“ (Szene 5)
- Nr. 4. Chor: „Hâtons-nous, car l’heure s’avance“ (Szene 5)
- Nr. 5. Chor der Trinker: „Ah! quel heureux destin“ (Szene 5)
- Nr. 6. Walzer
- Nr. 7. Finale: „Noël, tout la bas le cortège s’avance“

Zweiter Akt
- Nr. 8. Zwischenaktmusik, Gebet und Cavatine: „Ô Dieu de nos pères“ (Szene 1)
- Nr. 9. Terzett (Eudoxie, Éléazar, Léopold): „Tu possèdes, dit on“ (Szene 2)
- Nr. 10. Romanze (Rachel): „Il va venir et d’effroi“ (Szene 5)
- Nr. 11. Duett (Rachel, Léopold): „Lorsqu’à toi je me suis donnée“ (Szene 6)
- Nr. 12. Terzett (Léopold, Rachel, Éléazar): „Je vois son front coupable“ (Szene 7)

Dritter Akt
- Nr. 13. Arie: „Tandis qu’il sommeille“
- Nr. 14. Duett: „Que d’attraits qu’elle est belle“
- Nr. 15. Bolero (Eudoxie): „Mon doux Seigneur et Maître“
- Nr. 16. Rezitativ und Chor: „Oh jour mémorable, ô jour de splendeur“
- Nr. 17. Pantomime und Ballett
- Nr. 18. Finale
  - A) Chor: „Sonnez, clairons“ (Szene 1)
  - B) „Je frissonne et succombe et d’horreur et d’effroi“ (Szene 2)
  - C) Fluch: „Vous qui du Dieu vivant outragez la puissance“ (Szene 2)
  - D) „Sur eux anathème, le Ciel même les a proscrits“ (Szene 2)

Vierter Akt
- Nr. 19. Szene und Duett (Eudoxie, Rachel): „Du Cardinal voici j’ordre suprème“ (Szene 1)
- Nr. 20. Duettino (Eudoxie, Rachel): „Le Cardinal Madame en ce lieu doit se rendre“ (Szene 2)
- Nr. 21. Duett (Brogni, Éléazar): „La fille en ce moment est devant le concile“ (Szene 4)
- Nr. 22. Arie (Éléazar): „Rachel, quand du Seigneur la grâce tutélaire“ (Szene 5)

Fünfter Akt
- Nr. 23. Chor: „Quel plaisir“ (Szene 1)
- Nr. 24. Trauermarsch
- Nr. 25. Finale: „Le concile prononce un arrèt rigoureux“ (Szene 3)

## Werkgeschichte

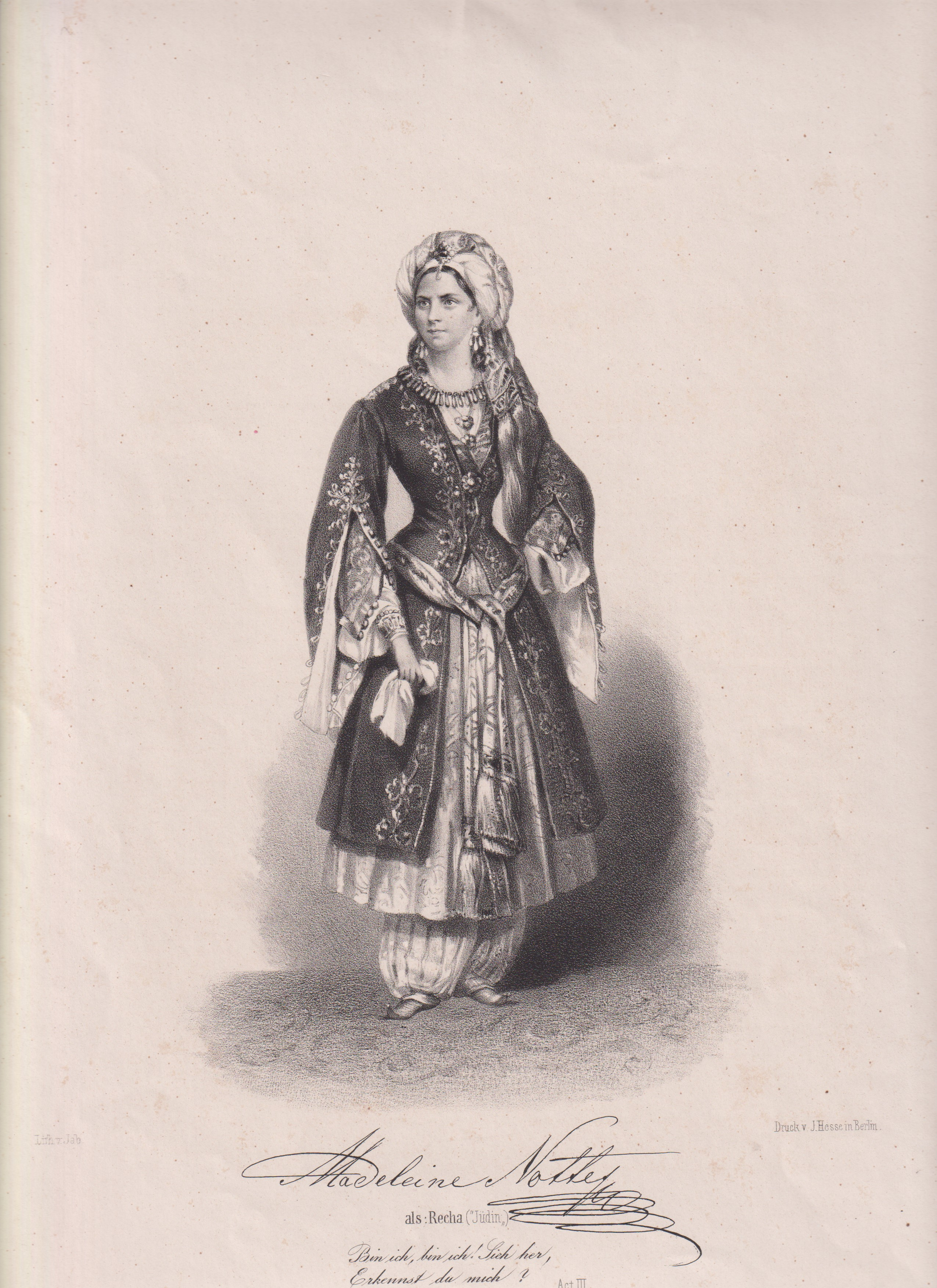
Madeleine Nottes als Recha, 1858

La Juive ist eins der bedeutendsten Werke der französischen Grand opéra. In der Uraufführung waren die Hauptrollen mit den größten Stars der Pariser Oper besetzt: der Tenor Adolphe Nourrit sang die Rolle des Éléazar, und dessen Tochter Rachel wurde eine der Paraderollen von Cornélie Falcon. Die Koloratursopranistin Julie Dorus-Gras verkörperte die Prinzessin Eudoxie, und den Kardinal de Brogni der berühmte Bass Nicolas-Prosper Levasseur.
Die Geschichte galt als Mahnmal für den Konflikt zwischen Christen- und Judentum. Von Giuseppe Verdi und Peter Tschaikowski ebenso geschätzt wie von Richard Wagner und Gustav Mahler, wurde La Juive zum Serienerfolg: Bis 1893 wurde sie allein an der Pariser Oper 550-mal aufgeführt. Das Werk wurde in Wien am 3. März 1836 zum ersten Mal aufgeführt und stand bis 1933 auf dem Spielplan der Wiener Staatsoper. In München stand die Oper bis 1931 auf dem Spielplan. In der Zeit des Nationalsozialismus, in der der Komponist im Lexikon der Juden in der Musik als Jude verfemt war, verschwand sie von den Spielplänen in ganz Europa – und blieb auch danach jahrzehntelang vergessen.
Der Regisseur und Intendant John Dew setzte sich vehement für das Werk ein und inszenierte es 1988 in Bielefeld, 1993 in Nürnberg und 1994 in Dortmund. Die internationale Renaissance von La Juive wurde allerdings erst 1999 an der Wiener Staatsoper eingeleitet. Dort inszenierte Günter Krämer, es dirigierte Simone Young. Rachel und Éléazar waren mit Neil Shicoff und Soile Isokoski prominent besetzt. Die Wiener Produktion war 2003 an der New Yorker Metropolitan Opera zu sehen, in der Folge auch an der Israeli Opera in Tel Aviv und am Teatro La Fenice in Venedig.
Im Februar 2007 brachte die Opéra National de Paris während der Intendanz von Gerard Mortier eine vielbeachtete Neuinszenierung des Werkes in der Opéra Bastille heraus – in der Regie von Pierre Audi und mit dem Dirigat von Daniel Oren. Den Éléazar verkörperte wiederum Neil Shicoff, die Rachel wurde von Anna Caterina Antonacci übernommen. Die Premiere war beeinträchtigt durch einen Teilstreik der Beleuchtung, welcher dem Publikum nicht bekannt gegeben wurde, erzielte dennoch teils enthusiastische Kritiken. Diese Produktion wurde im Jahr 2009 von De Nederlandse Opera in Amsterdam übernommen.
2008 folgten Neuinszenierungen an der Oper Zürich und an der Württembergischen Staatsoper in Stuttgart, 2016 am Nationaltheater Mannheim und am Staatstheater Nürnberg.
Ebenfalls 2016, bei den Münchner Opernfestspielen, fand das Werk – erstmals seit 1931 – wieder Einzug in den Spielplan der Bayerischen Staatsoper. Es inszenierte Calixto Bieito, es dirigierte Bertrand de Billy. Die Hauptrollen waren mit Aleksandra Kurzak (Rachel), Roberto Alagna (Éléazar), John Osborn (Léopold), Vera-Lotte Boecker (Eudoxie) und Ain Anger (Brogni) besetzt. Die Inszenierung Bieitos verzichtete auf Pomp und historische Verortung, versuchte die Reduktion auf elementare Konflikte zwischen Menschen und Ideologien. Im Interview bezeichnete der Regisseur die Oper als „Gesang gegen den Fanatismus“. Auf der Bühne ließ er den Kardinal dem Juden, dessen Söhne er hinrichten hatte lassen, die Füße waschen – und küssen. Während die musikalischen Leistungen vom Publikum mit Begeisterung aufgenommen wurden, erntete die Regie gemischte Reaktionen.

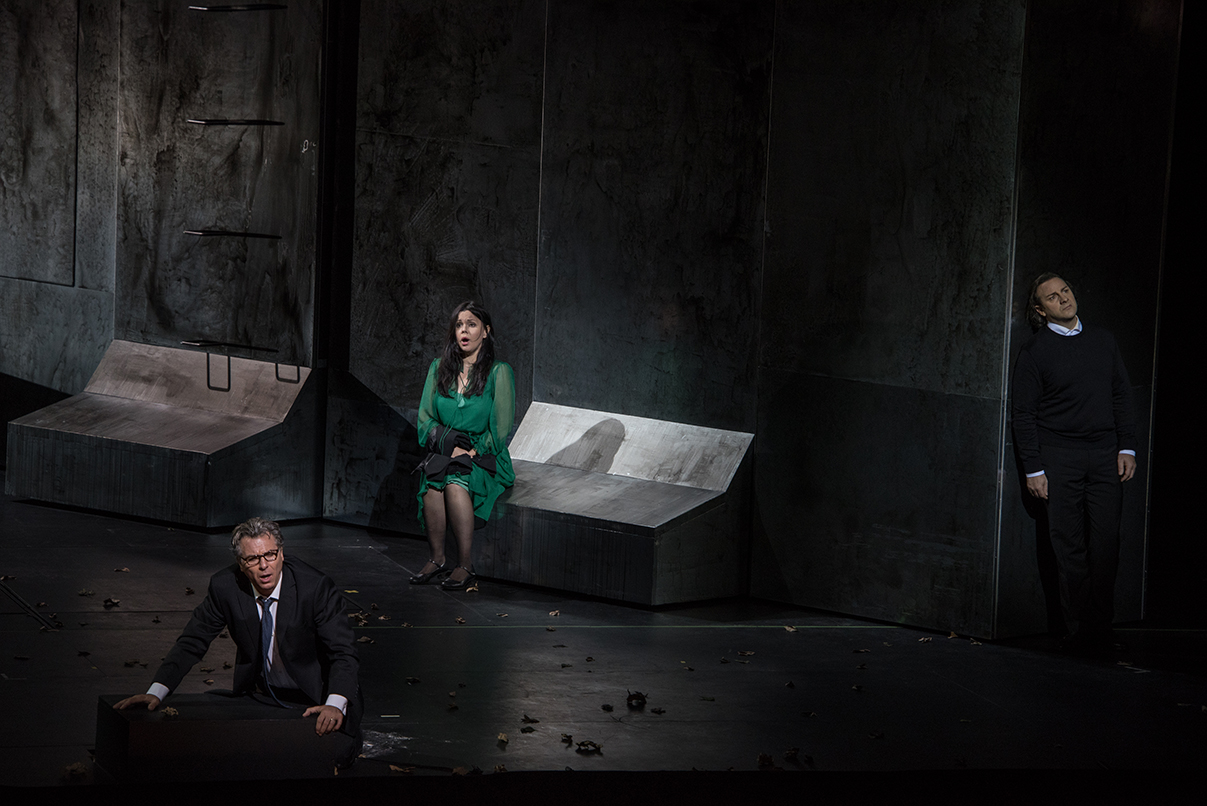
Roberto Alagna (Éléazar), Aleksandra Kurzak (Rachel), John Osborn (Léopold)
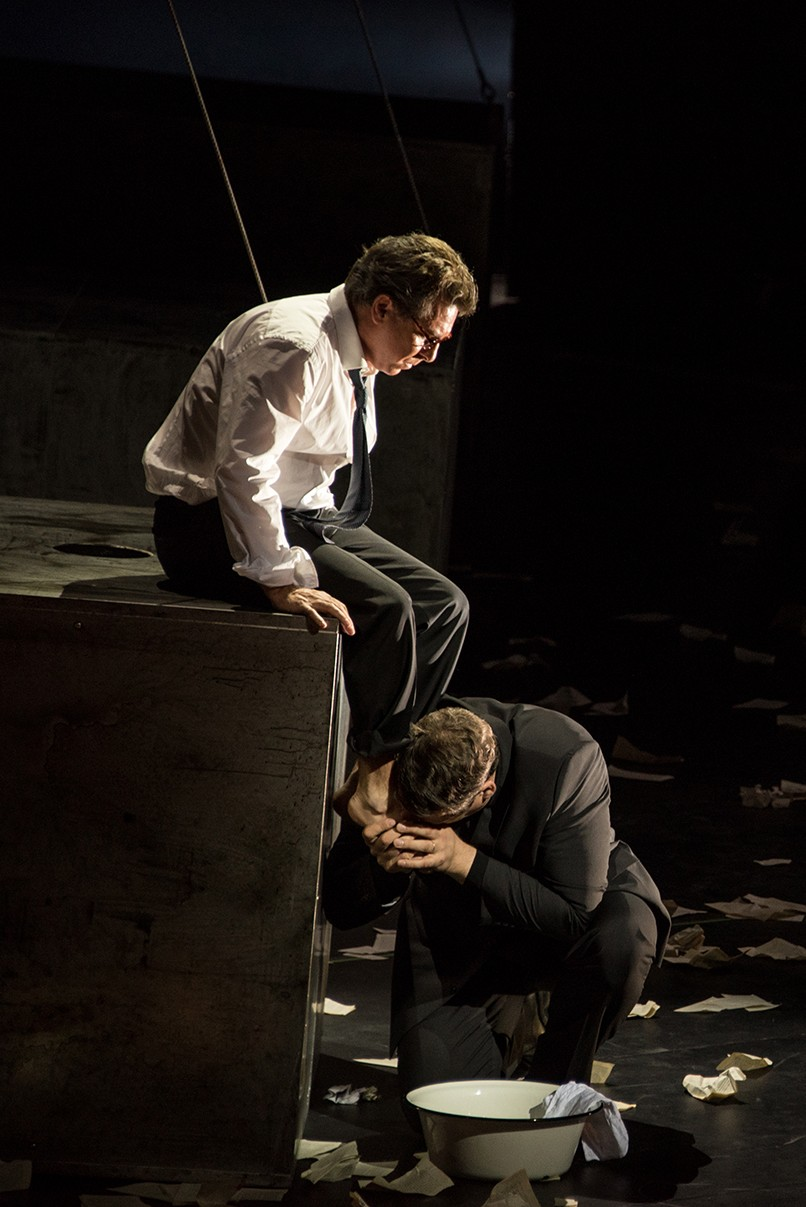
Der Kardinal wäscht Éléazar die Füße
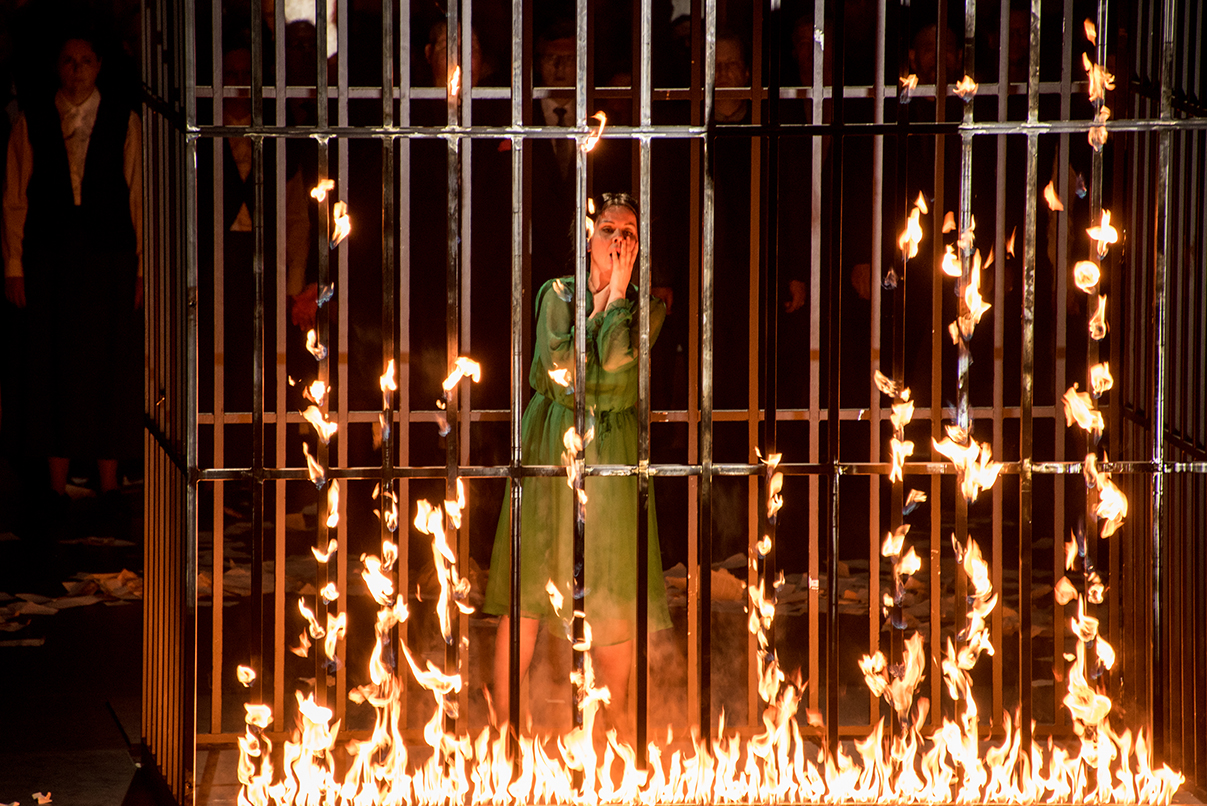
Rachel in der Schlussszene

Im April 2015 inszenierte Peter Konwitschny La Juive an der Vlaamse Opera in Antwerpen und Gent, in den Hauptrollen waren Roberto Saccà, Asmik Grigorian und Dmitry Ulyanow zu hören, Tomáš Netopil dirigierte. 2016 wurde diese Produktion in Mannheim gespielt – mit Zurab Zurabishvili, Astrid Kessler und Sung Ha unter Alois Seidlmeier – und erhielt den deutschen Faust-Preis des Jahres 2016 in der Kategorie „Beste Regie im Musiktheater“. Diese Produktion hatte am 7. April 2017 am Slowakischen Nationaltheater in Bratislava Premiere (mit Michal Lehotský, Jolana Fogašová und Peter Mikuláš unter Robert Jindra) und befand sich dort bis 20. April 2018 im Repertoire.
In Konstanz, dem historischen Schauplatz des Werkes, gibt es keine für eine solche Oper geeignete Bühne. Dort hatte am 14. Juni 2018 eine Fassung Premiere, die an drei verschiedenen Spielstätten in der historischen Innenstadt aufgeführt wurde. Sie begann im Innenhof des Kulturzentrums am Münster unter freiem Himmel, führte dann in die ehemalige Kirche Sankt Johann und endete in der Lutherkirche. Die Hauptrollen waren mit Kristian Benedikt, Gustavo de Gennaro (beide Éléazar), Yana Kleyn (Rachel), Francisco Brito (Reichsfürst Léopold), Justyna Samborska (Prinzessin Eudoxie), Tadas Girininkas (Kardinal Brogni) und Vladislav Pavliuk (Hauptmann Ruggiero) besetzt. Die Musik wurde von Alexander Krampe neu arrangiert, und zwar für ein von Hermann Dukek dirigiertes Orchester mit 17 Instrumenten, zu denen auch Akkordeon und E-Gitarre zählten. Anstelle der Ouvertüre von Halévy wurde Musik des im KZ ermordeten jüdischen Komponisten Viktor Ullmann gespielt. Mit dieser Fassung strebte der Regisseur Johannes Schmid eine Konzentration auf die wesentlichen menschlichen Konflikte des Werkes an und schuf eine abseits der Opernbühne spielbare Version, die auch das Publikum mit einbezog und die Ortswechsel durch die Innenstadt als Teil des Geschehens inszenierte. Die Premiere wurde vom Publikum begeistert aufgenommen.
Die Oper Frankfurt am Main zeigte das Werk 2024 in einer Inszenierung von Tatjana Gürbaca mit Bühne und Lichtdesign von Klaus Grünberg und Kostümen von Silke Willrett. Die musikalische Leitung hatte Henrik Nánási.

## Aufnahmen / Tonträger
- Philharmonia Orchestra, Dirigent: Antonio de Almeida – (Jose Carreras, Éléazar; Julia Varady, Rachel, June Anderson, Eudoxie). 1989. Philips CD 420 190-2.